# Resolution 217 des UN-Sicherheitsrates
Die Resolution 217 des UN-Sicherheitsrates vom 20. November 1965 bekräftigte die in der Resolution 216 vom 12. November ausgesprochene Verurteilung des weißen Minderheitsregimes in Südrhodesien und forderte von allen Staaten ein Embargo auf Waffen, Militärmaterial und Öl. Da die Resolution sich jedoch nicht explizit auf Artikel 41 der Charta der Vereinten Nationen bezog und nur eine Aufforderung zu Sanktionen enthielt, waren diese nicht verbindlich. Verbindliche Sanktionen wurden erst ein Jahr später in der Resolution 232 verhängt.
Die Resolution 217 wurde mit 10 Stimmen, bei Enthaltung Frankreichs, angenommen.